# Open Cascade Technology
Open Cascade Technology — продукт, сочетающий в себе набор библиотек и средств разработки ПО, ориентированного на 3D-моделирование, в особенности систем автоматизированного проектирования (САПР).
Начиная с версии 6.7.0, исходный код доступен и распространяется по лицензии GNU LGPL 2.1.

## История появления платформы Open Cascade Technology
- 1980: французская компания Matra Datavision объявляет о выходе на рынок САПР-системы Euclid CAD.
- 1987: выходит Euclid-IS — первая интегрированная CAD/CAM-система, которая была портирована на ОС Sun Solaris. Euclid, используется в самых разнообразных сферах, начиная с машиностроения и автомобилестроения, и заканчивая роботостроением и авиакосмической промышленностью.
- 1993: выходит Euclid 3 — новая САПР-система. В тот же год компания Matra Datavision выпускает платформу под названием CAS.CADE (Computer Aided Software for Computer Aided Design and Engineering). Изначально платформа CAS.CADE рассматривалась как набор программных инструментов для внутреннего использования, которая позволяла разработчикам ПО применять объектно-ориентированные технологии.
- 1996: выходит Euclid Quantum, новое поколение приложения Euclid, разработанное на базе платформы CAS.CADE.
- 1998: компания Matra Datavision принимает решение сменить свою стратегию и становится сервисной компанией, предлагающей разработку специализированного программного обеспечения. В том же году компания подписала соглашение с компанией Dassault Systemes, которая приобрела у Matra Datavision некоторые продукты из линейки Quantum, такие как Euclid Styler, Euclid Machinist, Strim, и т. д.
- 1999: Matra Datavision принимает беспрецедентное решение — она публикует исходный код CAS.CADE и выкладывает его в сети Интернет под наименованием Open Cascade. При этом основная деятельность компании сосредотачивается на оказании услуг, связанных с этой, теперь уже открытой платформой.
- 7 декабря 2000 года компания Matra Datavision объявляет о создании компании Open Cascade SAS, которая становится её дочерним предприятием, занимающимся поддержкой и разработкой платформы Open Cascade Technology, а также разработкой самых разных приложений на базе этой платформы по заказу своих клиентов.
- В настоящее время платформа Open Cascade Technology поддерживается компанией OPEN Cascade SAS, которая с 2007 года является дочерним предприятием французской компании Euriware, входящей в состав группы AREVA[6].
- 2011: компания Open Cascade заявляет о своём намерении более тесно сотрудничать с внешними разработчиками платформы Open Cascade Technology[7]. В декабре 2011 года компания анонсирует новый веб-сайт (dev.opencascade.org), призванный объединить всех внешних разработчиков Open Cascade Technology[8], и открывает доступ к своему багтрекеру[9]. Новый сайт призывает участников принять участие в разработке Open Cascade Technology путём выявления и регистрации возможных ошибок ПО и оказания помощи в их устранении.
- 2014: завершение сделки по переходу Euriware от AREVA к группе компаний Capgemini[10].

## Некоторые продукты, созданные с применением Open Cascade Technology
- Информационная система Океан[что?]
- SAMCEF Field
- FreeCAD
- SALOME